# Mistrzostwa Europy w Tenisie Stołowym 2008
27. Mistrzostwa Europy w tenisie stołowym odbyły się w dniach 4–12 października 2008 w Petersburgu (Rosja).

## Klasyfikacja medalowa
| Klasyfikacja medalowa |            |   |     |     |       |
| Lp.                   | Państwo    | Z | S   | B   | Razem |
| 1                     | Niemcy     | 3 | 0   | 0   | 3     |
| 2                     | Węgry      | 1 | 1   | 0,5 | 2,5   |
| 3                     | Holandia   | 1 | 0,5 | 0   | 1,5   |
| 4                     | Litwa      | 1 | 0   | 0   | 1     |
| 5                     | Białoruś   | 0 | 2   | 0,5 | 2,5   |
| 6                     | Austria    | 0 | 1,5 | 2   | 3,5   |
| 7                     | Włochy     | 0 | 1   | 0,5 | 1,5   |
| 8                     | Belgia     | 0 | 0   | 1   | 1     |
| 8                     | Chorwacja  | 0 | 0   | 1   | 1     |
| 8                     | Polska     | 0 | 0   | 1   | 1     |
| 8                     | Portugalia | 0 | 0   | 1   | 1     |
| 8                     | Rumunia    | 0 | 0   | 1   | 1     |
| 8                     | Szwecja    | 0 | 0   | 1   | 1     |
| 14                    | Rosja      | 0 | 0   | 0,5 | 0,5   |

## Medaliści
| Konkurencja             | Złoto                                                                                   | Srebro                                                                                       | Brąz |
| gra pojedyncza kobiet   | Rūta Paškauskienė                                                                       | Liu Jia                                                                                      | Wenling Tan Monfardini Krisztina Tóth |
| gra pojedyncza mężczyzn | Timo Boll                                                                               | Uładzimir Samsonau                                                                           | Werner Schlager Robert Gardos |
| gra podwójna kobiet     | Krisztina Tóth Georgina Póta                                                            | Wenling Tan Monfardini Nikoleta Stefanova                                                    | Natalia Partyka Xu Jie Weronika Pawłowicz Oksana Fadiejewa |
| gra podwójna mężczyzn   | Timo Boll Christian Süß                                                                 | Werner Schlager Trinko Keen                                                                  | Marcos Freitas Tiago Apolónia Robert Svensson Jon Persson |
| drużynowo kobiet        | Holandia · Li Jie · Li Jiao · Elena Timina · Linda Creemers · Carla Nouwen              | Węgry · Georgina Póta · Krisztina Tóth · Petra Lovas · Li Bin                                | Chorwacja · Tamara Boroš · Sandra Paovic · Cornelia Vaida · Andrea Bakula · Rumunia · Daniela Dodean · Elizabeta Samara · Iulia Necula · Ioana Ghemes · Mariana Stoian                            |
| drużynowo mężczyzn      | Niemcy · Timo Boll · Dimitrij Ovtcharov · Bastian Steger · Christian Süß · Patrick Baum | Białoruś · Uładzimir Samsonau · Witalij Nechwedowicz · Jewgienij Chczetinin · Illia Barbolin | Belgia · Jean-Michel Saive · Philippe Saive · Yannick Vostes · Benjamin Rogiers · Kilomo Vitta · Austria · Chen Weixing · Robert Gardos · Daniel Habesohn · Werner Schlager · Bernhard Presslmayr |

## Wyniki

### Turniej indywidualny mężczyzn

#### Gra pojedyncza
- finał
  - Timo Boll (Niemcy) – Uładzimir Samsonau (Białoruś) 4:2 (12:14, 12:10, 11:5, 11:7, 7:11, 11:5)
- półfinały
  - Timo Boll (Niemcy) – Werner Schlager (Austria) 4:0 (11:7, 11:5, 11:3, 11:5)
  - Uładzimir Samsonau (Białoruś) – Robert Gardos (Austria) 4:0 (11:5, 11:6, 12:10, 11:4)

#### Gra podwójna
- finał
  - Timo Boll, Christian Süß (Niemcy) – Werner Schlager (Austria), Trinko Keen (Holandia) 4:3 (9:11, 11:8, 7:11, 7:11, 11:8, 11:8, 11:6)
- półfinały
  - Timo Boll, Christian Süß (Niemcy) – Marcos Freitas, Tiago Apolónia (Portugalia) 4:0 (11:8, 11:6, 11:6, 12:10)
  - Werner Schlager (Austria), Trinko Keen (Holandia) – Robert Svensson, Jon Persson (Szwecja) 4:1 (9:11, 11:7, 11:7, 11:9, 11:5)

### Turniej indywidualny kobiet

#### Gra pojedyncza
- finał
  - Rūta Paškauskienė (Litwa) – Liu Jia (Austria) 4:2 (11:7, 11:9, 11:8, 13:15, 7:11, 11:8)
- półfinały
  - Rūta Paškauskienė (Litwa) – Wenling Tan Monfardini (Włochy) 4:2 (11:8, 3:11, 13:11, 11:13, 11:9, 11:2)
  - Liu Jia (Austria) – Krisztina Tóth (Węgry) 4:2 (8:11, 11:6, 11:8, 11:4, 7:11, 11:6)

#### Gra podwójna
- finał
  - Krisztina Tóth, Georgina Póta (Węgry) – Wenling Tan Monfardini, Nikoleta Stefanova (Włochy) 4:2 (6:11, 11:4, 11:9, 11:6, 12:10)
- półfinały
  - Krisztina Tóth, Georgina Póta (Węgry) – Weronika Pawłowicz (Białoruś), Oksana Fadiejewa (Rosja) 4:0 (11:5, 11:5, 11:3, 11:6)
  - Wenling Tan Monfardini, Nikoleta Stefanova (Włochy) – Xu Jie, Natalia Partyka (Polska) 4:3 (5:11, 6:11, 12:10, 11:8, 11:8, 9:11, 11:4)

### Turniej drużynowy kobiet
- półfinały: Węgry – Chorwacja 3-0, Holandia – Rumunia 3-0
- o 1. miejsce: Holandia – Węgry 3-0
- o 3. miejsce: nie rozgrywano
- o 5. miejsce: Hiszpania – Austria 3-1
- o 7. miejsce: Czechy – Włochy 3-2
- o 9. miejsce: Polska – Niemcy 3-1
- o 11. miejsce: Francja – Białoruś 3-2
- o 13. miejsce: Rosja – Belgia 3-0
- o 15. miejsce: Serbia – Bułgaria 3-0

#### Klasyfikacja końcowa
| miejsce | drużyna   |
| 1.      | Holandia  |
| 2.      | Węgry     |
| 3.      | Chorwacja |
| 3.      | Rumunia   |
| ------- | --------- |
| 5.      | Hiszpania |
| 6.      | Austria   |
| 7.      | Czechy    |
| 8.      | Włochy    |
| 9.      | Polska    |
| 10.     | Niemcy    |
| 11.     | Francja   |
| 12.     | Białoruś  |
| 13.     | Rosja     |
| 14.     | Belgia    |
| 15.     | Serbia    |
| 16.     | Bułgaria  |

### Turniej drużynowy mężczyzn
- półfinały: Niemcy – Austria 3-2, Białoruś – Belgia 3-0
- o 1. miejsce: Niemcy – Białoruś 3-2
- o 3. miejsce: nie rozgrywano
- o 5. miejsce: Szwecja – Rosja 3-2
- o 7. miejsce: Rumunia – Dania 3-1
- o 9. miejsce: Serbia – Francja 3-0
- o 11. miejsce: Węgry – Chorwacja 3-1
- o 13. miejsce: Polska – Grecja 3-1
- o 15. miejsce: Portugalia – Słowacja 3-0

#### Klasyfikacja końcowa
| miejsce | drużyna    |
| 1.      | Niemcy     |
| 2.      | Białoruś   |
| 3.      | Austria    |
| 3.      | Belgia     |
| ------- | ---------- |
| 5.      | Szwecja    |
| 6.      | Rosja      |
| 7.      | Rumunia    |
| 8.      | Dania      |
| 9.      | Serbia     |
| 10.     | Francja    |
| 11.     | Węgry      |
| 12.     | Chorwacja  |
| 13.     | Polska     |
| 14.     | Grecja     |
| 15.     | Portugalia |
| 16.     | Słowacja   |

## Reprezentacja Polski

### kobiety
- Li Qian
- Xu Jie
- Natalia Partyka
- Magdalena Szczerkowska

### mężczyźni
- Lucjan Błaszczyk
- Wang Zengyi
- Daniel Górak
- Jakub Kosowski